# مرض شتارغاردت
مرض شتارغاردت (بالإنجليزية: Stargardt disease)‏ هو أحد أكثر الأمراض الوراثية شيوعاً في شبكية العين. يُورث ما يناهز 90%من المصابين هذا المرض بطريقة متنحية تَنتج عن طفرات في الجين ABCA4. نادراً ما يُورث بطريقة سائدة والتي تنتج عن خلل في إحدى الجينين التاليين: ELOVL4 أو PROM1. يتصف مرض شتارغاردت بتنكس بقعي يبدأ في سن الطفولة، أو المراهقة أو البلوغ مسبباً فقدان البصر المركزي وفقدان حدته بشكل تقدمي. لا تتأثر الرؤية المحيطية عادةً، على الرغم من أنه قد يؤثر على وظيفة الشبكية المحيطية في بعض المرضى.
حالياً لا يوجد علاج مباشر لهذا النوع من المرض، ولكن يعتقد العلماء بأن هناك بصيص من الأمل لمعالجته باستخدام الخلايا الجذعية ولا تزال الأبحاث قائمة لحد الآن على محاولة القيام ذلك.

## العلامات والأعراض
تبدأ علامات المرض بالظهور عادةً في سن الطفولة أو المراهقة، رغم أنه لا يوجد سن معين للإصابة. الأعراض الأكثر شيوعًا لمرض سشارغاردت متغيرة، وغالبًا ما تبدأ بفقدان الرؤية المركزية في كلتا العينين. قد يلاحظ الأشخاص المصابون بالمرض بقع رمادية أو سوداء أو ضبابية في مركز رؤيتهم، أو أن عيونهم تستغرق وقتًا أطول من المعتاد للتكيف عند الانتقال من الضوء إلى البيئات المظلمة.قد تكون أعينهم أكثر حساسية للضوء الساطع. يُصاب بعض الأشخاص أيضًا بعمى الألوان لاحقًا في المرض. يختلف تطور الأعراض في مرض شتارغاردت لكل شخص. يميل الأشخاص الذين يعانون من ظهور مبكر للمرض إلى فقدان الرؤية بشكل أسرع. قد ينخفض فقدان الرؤية ببطء في البداية، ثم يزداد سوءًا سريعًا حتى يستقر لاحقاً. قد يبدأ الأشخاص المصابون بمرض شتارغاردت أيضًا بفقدان بعض من رؤيتهم المحيطية (الجانبية) مع تقدمهم في السن.أحد الأعراض الرئيسية هو فقدان حدّة النظر، والذي يكون غير قابل للعلاج بواسطة النظارات. فقدان القدرة على رؤية التفاصيل الدقيقة، عند قراءة شيء ما من بعيد أو النظر إليه، يكون واضحاً. تبدأ الأعراض بالتطور قبل سن 20 (متوسط العمر 17) وتتضمن: رؤية متموجة، نقطة عمياء، ضعف البصر، فقدان القدرة على إدراك العمق، عمى ألوان، وغيرها....
تختلف الأعراض ونسبة تدهور النظر بين المصابين بشكل واسع. الرؤية المحيطية تكون عادةً أقل تأثراً من الرؤية الدقيقة المركزية (الرؤية التي نستخدمها في القراءة ومشاهدة التلفاز أو التعرف على الوجوه).

## الأسباب
تحتوي شبكية العين على خلايا استشعار للضوء تسمى المستقبلات الضوئية. هناك نوعان من المستقبلات الضوئية: العصوية والمخروطية. تستشعر الخلايا العصوية والمخروطية معاً الضوء وتحولانه إلى إشارات كهربائية، لكي تتم «رؤيته» في الدماغ.  تم العثور على الخلايا العصوية في الشبكية الخارجية وتساعدنا على الرؤية في الإضاءة الخافتة والداكنة. في المقابل، تتواجد الخلايا المخروطية في البقعة وتساعدنا على رؤية التفاصيل البصرية الدقيقة والألوان.  تموت كل من الخلايا العصوية والمخروطية في مرض شتارغاردت، ولكن لأسباب غير واضحة تتأثر الخلايا العصوية بشكل أكبر في معظم الحالات.
على الرغم من الأهمية المعروفة للأطعمة الغنية بفيتامين أ في الحفاظ على الرؤية الصحية (حيث أن فيتامين أ ضروري لصنع جزيئات حساسة للضوء داخل المستقبلات الضوئية)، ولكن لسوء الحظ، يمكن أن تؤدي عملية التصنيع هذه إلى منتجات فرعية ضارة من فيتامين أ وتراكمها - والتي تتحول إلى لعب دور رئيسي في مرض شتارغاردت.لذلك ينصح معظم مرضى شتارغاردت بتحنب الإكثار من فيتامين أ، وخاصةً عن طريق المكملات.
الطفرات في الجين المسمى ABCA4 هي السبب الأكثر شيوعًا لمرض شتارغاردت. يصنع هذا الجين بروتينًا يزيل عادة منتجات فيتامين أ الثانوية داخل المستقبلات الضوئية. الخلايا التي تفتقر إلى بروتين ABCA4 تتراكم فيها كتل من الدهون، وهي مادة دهنية تشكل بقع صفراء.  مع زيادة كتل الليبوفوسين داخل البقعة وحولها ، تضعف الرؤية المركزية.  في نهاية المطاف، تؤدي هذه الرواسب الدهنية إلى وفاة المستقبلات الضوئية وتصبح الرؤية أكثر ضعفًا.
ترتبط الطفرات في جين ABCA4 أيضًا بتنكس الشبكية الآخر بما في ذلك تنكس مخروطي، تنكس الخلايا العصوية المخروطية ، والتهاب الشبكية الصباغي، وهو شكل حاد من تنكس الشبكية.
في الوراثة الجسمية المتنحية، يتطلب المرض نسختين من الجين الحامل للطفرة لإحداث المرض.  يُعرف الفرد الذي لديه نسخة واحدة من طفرة جينية متنحية باسم الحامل (حامل للمرض).  عندما يكون الأب والأم حاملان للمرض (من غير الإصابة به)، يكون هناك:
- 1/4 احتمال إنجاب طفل مصاب بالمرض.
- 1/2 احتمال إنجاب طفل حامل للمرض (من غير الإصابة).
- 1/4 احتمال إنجاب طفل ليس لديه المرض ولا حامل له.

في الوراثة الجسمية السائدة، يتطلب الأمر نسخة واحدة فقط من الجين الحامل للطفرة لإحداث المرض. عندما يكون لدى الوالد أو الوالدة مصاب بالمرض مع طفرة جينية سائدة، فهناك احتمال 50% أن يرث الطفل المرض.
تمثل الطفرات الجسمية المتنحية في الجين ABCA4 حوالي 95 بالمائة من أسباب مرض شتارغاردت الوراثية، وتحدث الخمسة بالمائة الأخرى من الحالات عن طفرات نادرة في جينات مختلفة تلعب دورًا في وظيفة الليبوفوسين. بعض هذه الطفرات هي جسمية سائدة.
تاريخيًا، منذ أن وصف الطبيب كارل شتارغاردت المرض الذي اكتشفه والمسمى باسمه لأول مرة حتى وقت قريب، كان تشخيص هذا المرض يعتمد بشكل أساسي على فحص النمط الظاهري باستخدام فحص العين والتحقيق فيها. منذ ظهور الاختبارات والأنماط الجينية، أصبحت الصورة أكثر تعقيدًا. ما كان يعتقد أنه مرض واحد سابقاً، ربما يكون في الحقيقة ثلاثة أمراض مختلفة على الأقل، يرتبط كل منها بتغيير جيني مختلف. لذلك، من المربك حاليًا تحديد مرض شتارغاردت. ومن المؤكد أنه ناتج عن عيوب في جين ABCA4، ولكن ما إذا كانت التغييرات على الجينات الأخرى مثل PROM1 أو ELOVL4، أو الطفرات المغلطة تلعب دورًا، فلا يزال هذا الأمر قيد الدراسة.
نسبة انتشار الحاملين للمرض في عموم السكان من الأليلات ABCA4 هو 5 إلى 10 ٪. [تحقق من المصدر]ستؤدي المجموعات المختلفة من جينات ABCA4 إلى اختلاف كبير في عمر ظهور أمراض الشبكية. تتناسب شدة المرض عكسًا مع وظيفة ABCA4 ويعتقد أن المرض المرتبط بـ ABCA4 له دور يلعبه في أمراض أخرى مثل التهاب الشبكية الصباغي، والتنكس العصوي المخروطي، والتنكس البقعي المرتبط بالعمر (AMD).
STGD1: الشكل الأكثر شيوعًا لمرض شتارغاردت هو الشكل المتنحي الذي تسببه الطفرات في جين ABCA4.
STGD4: طفرة سائدة نادر في جين PROM1.
STGD3: شكل سائد نادر من مرض شتارغاردت بسبب طفرات في جين ELOVL4.
يرتبط مرض شتارغاردت المتأخر بالطفرات المغلطة خارج المجالات الوظيفية المعروفة لـ ABCA4.

## التشخيص

### طرق التشخيص
يتم التشخيص أولًا بشكل سريري عن طريق تقييم تاريخ المصاب وفحص العيون وحدة البصر عادةً باستخدام المصباح الشقي (ذو الفلعة).  تشمل فحوصات العيون الأخرى حدة البصر واختبار المجال البصري، وتنظير العين، وتخطيط كهربية العين(ERG)، وتصوير الأوعية الفلوريسني (FA)، والاستشعاع التلقائي لقاع العين (FAF)، والتصوير المقطعي للترابط البصري (OCT) لكشف الحالات الشاذة البقعية (تنكس تقدمي يشبه ذيل السمك) وبقعات بيضاء-صفراء قد تظهر فقط في البقعة المركزية ولكنها قد تمتد أيضًا خارج القوساء الوعائية. هذه البقع شديدة التألق على صور FAF. يمكن تأكيد التشخيص عن طريق الاختبار الجيني لجين ABCA4.إذا تم العثور على علامات مميزة للمرض، فستعتمد التحقيقات التي يتم إجراؤها على المعدات المتاحة محليًا وقد تشمل تنظير العين بالليزر الضوئي الذي يسلط الضوء على مناطق الاستشعاع التلقائي/الذاتي المرتبطة بأمراض الشبكية. التصوير المقطعي للترابط البصري في المجال الطيفي، وتخطيط كهربية الشبكية مفيدان أيضًا لأغراض التشخيص. قد تكون هذه التحقيقات متبوعة باختبارات جينية، ولكن هذا ليس ضروريًا حتى يتوفر العلاج. يتم استخدام تصوير الأوعية الفلورسيني بشكل أقل من الماضي.

### التشخيص قبل الولادة
التشخيص قبل الولادة ممكن من الناحية التقنية عن طريق الاختبار الجيني لجين ABCA4، ولكن لا يتم استخدامه في الممارسة السريرية.

## العلاج/الإدارة
في الوقت الحاضر لا يوجد علاج لهذا المرض. ومع ذلك، يوصي أطباء العيون بالتدابير التي يمكن أن تبطئ معدل تطور المرض. لم يتم تصميم تجارب سريرية مؤكدة لحد الآن لدعم التوصيات ولكن التوصيات الحالية تعتمد على الفهم العلمي للآليات الكامنة وراء إمراض مرض شتارغاردت. هناك ثلاث استراتيجيات يوصي بها الأطباء لتقليل الضرر المحتمل: الحد من تعرض الشبكية للأشعة فوق البنفسجية الضارة، وتجنب الأطعمة الغنية بفيتامين أ لبعض المرضى على أمل تقليل تراكم الليبوفوسين والحفاظ على صحة عامة ونظام غذائي جيد.
يتمتع الضوء فوق البنفسجي بطاقة أكبر ولون أكثر ضررًا من الضوء المرئي.  في محاولة للتخفيف من ذلك، قد يوصي بعض أطباء العيون بأن يرتدي المريض قبعة أو نظارات شمسية عريضة الحواف عندما يكون في الهواء الطلق.في بعض الأحيان، يوجه الأطباء مرضاهم أيضًا إلى ارتداء النظارات ذات اللون الأصفر (التي تعمل على تصفية الضوء الأزرق) عندما يكون المصاب في الداخل وفي ضوء اصطناعي أو أمام شاشة رقمية.
تعتبر الأطعمة، وخاصة الجزر ومكملات الفيتامينات الغنية بفيتامين أ ضارة (لعدد كبير من المرضى وليس جميعهم).  غالبًا ما تكون الأطعمة التي تحتوي على نسبة عالية من فيتامين أ صفراء أو برتقالية اللون، مثل القرع واليقطين والبطاطا الحلوة ولكن بعضها، مثل الكبد، ليس كذلك.
التدخين، وزيادة الوزن، وتناول الطعام غير الصحي قد يساهم أيضًا في تنكس أسرع.من ناحية أخرى، يمكن استهلاك الأسماك الدهنية، في نظام غذائي مشابه لذلك الذي يوصي به الأطباء للتنكس البقعي المرتبط بالعمر، لإبطاء تطور المرض.[تحقق من المصدر]

## المآل
يختلف المآل الطويل الأمد للمرضى الذين يعانون من مرض شتارغاردت بشكل كبير ويعتمد على عمر البدء والأليلات الجينية للمرض. لن يسبب المرض العمى الكلي لعدد كبير من المصابين، على الرغم من أن هناك مصادر تشير إلى عكس ذلك.مرض شتارغاردت ليس له تأثير على الصحة العامة ومتوسط العمر المتوقع يكون طبيعي.يمكن أن يحافظ بعض المرضى، عادةً الذين يصابون بالمرض في وقت متأخر، على حدة بصرية عالية نسبيًا (خاصة الرؤية المحيطية) على مدى عدة سنوات.

## الأبحاث
هناك تجارب سريرية في مرحلة مبكرة تشمل العديد من المجالات العلاجية المحتملة، كالعلاج الجيني، والعلاج بالخلايا الجذعية، والعلاج بالعقاقير، والشبكية الاصطناعية. بشكل عام، يتم التأكد من سلامة وفوائد جميع هذه العلاجات في تجارب المرحلة الأولى أو الثانية. تم تصميم هذه الدراسات لتقييم السلامة والجرعة والفعالية في عدد صغير من الأشخاص في المرحلة الأولى مع المرحلة الثانية التي تقييم معايير مماثلة في عدد أكبر من السكان ولكن تتضمن رؤية أشمل للآثار الجانبية المحتملة.
تم تصميم العلاج الجيني لإدخال نسخة من الجين المصحح في خلايا الشبكية.  الأمل هو إعادة وظيفة الخلية إلى طبيعتها ويمكن للعلاج أن يوقف تقدم المرض. لن يعيد هذا العلاج ضعف البصر إلى طبيعته. يتم البحث عن طريق شراكة لانتاج علاج بين سانوفي و Oxford BioMedica. يُعرف العلاج باسم SAR422459 وهو في تجارب المرحلة الأولى/الثانية في الوقت الحاضر (2018).[تحقق من المصدر]
يتضمن العلاج بالخلايا الجذعية حقن الخلايا مع إمكانية النضج في خلايا شبكية متمايزة ووظيفية بشكل طبيعي.  هذا العلاج له إمكانية توقيف تطور المرض على المدى الطويل وتحسين الرؤية. لتحسين الرؤية، ستحتاج هذه التقنية إلى تكرار التشريح العصبي والمتعدد الطبقات للشبكية المعقدة. هناك عدد من المجموعات البحثية التي تعمل مع الخلايا الجذعية، واحدة منها هي Ocata Therapeutics.
إن زراعة الشبكية في المراحل الأولى من التطور ويمكن أن يكون استخدامها مفيدًا لكثير من الأشخاص الذين يعانون من ضعف بصري على الرغم من أن زرع جهاز كهربائي داخل العين يتفاعل مع العصب البصري والحفاظ عليه يمثل العديد من التحديات. مثال على جهاز مصنوع من قبل آرجوس: بديل الشبكية آرجوس، الكاميرا عبارة عن جهاز خارجي مثبت على النظارات، تتم معالجة إشارة الكاميرا ومن ثم ارسالها عبر أسلاك في الشبكية لتنتهي في بعض الأقطاب الكهربائية التي تتفاعل مع العصب البصري.

## علم الأوبئة
يقدر معدل الانتشار بـ 1/8,000 -1/10,000. يتأثر كلا الجنسين بشكل متساوي.أفادت دراسة وبائية أجريت عام 2017 على 81 مريضًا مصابًا بمرض شتارغاردت على مدى 12 شهرًا بانتشار المرض ما بين 1 أو 1.28 مصاب لكل 10000 شخص. كان متوسط عمر المصابين عند ظهور المرض 27 عامًا (النطاق 5-64 سنة)، وكانت معظم الحالات مترافقة مع أعراض (90٪)، مع متوسط حدة البصر من مخطط سنيلين بما يعادل 20/66.

## التاريخ
سُميَ المرض باسم شتارغاردت نسبةً إلى الطبيب كارل شتارغاردت (1875 - 1927)، طبيب عيون ألماني ولد في برلين. درس الطب في جامعة كيل، وتخرج في عام 1899. وأصبح لاحقًا رئيسًا لعيادة طب العيون بجامعة بون، وتلاه منصب رئيس قسم طب العيون في جامعة ماربورغ. في عام 1909، وصف 7 مرضى يعانون من تنكس بقعي وراثي، والمعروف الآن باسم مرض شتارغاردت.